# Johannes Esser
Johannes Fredericus Samuel Esser (ur. 13 października 1877 w Lejdzie, zm. 9 sierpnia 1946 w Chicago) – holenderski lekarz, chirurg plastyczny, mistrz szachowy i kolekcjoner sztuki.

## Życiorys
Studiował medycynę na Uniwersytecie w Lejdzie. Jako chirurg plastyczny wprowadził nowatorskie sposoby rekonstrukcji twarzy, w oparciu o swoje doświadczenia jako chirurga wojskowego w latach I wojny światowej. Przypisuje mu się też wprowadzenie do medycyny słowa "stent", którym w 1917 roku określił plastyczną masę wynalezioną przez brytyjskiego stomatologa Charlesa Stenta; z czasem określenie to zmieniło swoje znaczenie. Był dwukrotnym medalistą mistrzostw Holandii w szachach: złotym (1913) oraz srebrnym (1912).
Według retrospektywnego systemu Chessmetrics, najwyżej sklasyfikowany był w listopadzie 1927 r., zajmował wówczas 27. miejsce na świecie.

## Wybrane publikacje
- Die Rotation der Wange und allgemeine Bemerkungen bei chirurgischer Gesichtsplastik (1918)